# NGC 6723
NGC 6723 је збијено звездано јато у сазвежђу Стрелац које се налази на NGC листи објеката дубоког неба.
Деклинација објекта је - 36° 37' 52" а ректасцензија 18h 59m 33,2s. Привидна величина (магнитуда) објекта NGC 6723 износи 6,8. NGC 6723 је још познат и под ознакама GCL 106, ESO 396-SC10.